# إبراهيم بن عبد الله بن الحسن
إبراهيم بن عبد الله بن الحسن (97هـ - 145هـ / 716م - 763م) هو إبراهيم بن عبد الله بن الحسن بن الحسن بن علي بن أبي طالب الهاشمي القرشي أحد الخوارج، من سلالة آل البيت ومن رواة الحديث النبوي الشريف حيث روى عنه فضيل بن مرزوق. يذكر اسم إبراهيم بن عبد الله في الغالب مقترنا باسم أخيه الخارجي محمد النفس الزكية ويعود هذا الاقتران لمشاركتهما في المحنة والخروج على الخلافة العباسية، ولذلك يتكرر في المصادر الإسلامية بشكل ملحوظ ذكرهما معا عند الكلام في الخروج على الخليفة أبي جعفر المنصور كان كذلك شاعرا وعالما بأخبار العرب بأيامهم وأشعارهم. وكما ساند الإمام أبو حنيفة النعمان زيد بن علي زين العابدين في محنة هذا الأخير السياسية وخروجه على الخلافة الأموية، آزر أيضا إبراهيم بن عبد الله في خروجه على الخلافة العباسية حيث أرسل إليه أبو حنيفة إبراهيم بن عبد الله أربعة آلاف درهم لم يكن عنده حينذاك غيرها، ويحكى عن أبي حنيفة أن غزوة مع إبراهيم بعد حجة الإسلام أفضل من خمسين حجة، وقبل ذلك كان أبو حنيفة النعمان قد أجرى اتصالات علمية مع عبدالله والد إبراهيم ومحمد النفس الزكية.

## نسبه وعائلته
هو : إبراهيم بن عبد الله بن الحسن بن الحسن بن علي بن أبي طالب بن عبد المطلب بن هاشم بن عبد مناف بن قصي بن كلاب بن مرة بن كعب بن لؤي بن غالب بن فهر بن مالك بن النضر بن كنانة بن خزيمة بن مدركة بن إلياس بن مضر بن نزار بن معد بن عدنان الإسماعيلي الإبراهيمي.
أمه : هند بنت أبي عبيدة بن عبد الله بن زمعة بن الأسود بن المطلب بن أسد بن عبد العزى بن قصي.
ذريته : 
- الحسن (أمه: أمامة بنت عصمة بن عبد الله بن حنظلة بن الطفيل بن مالك بن جعفر بن كلاب من بني عامر بن صعصعة).[33]
- علي لأم ولد.[34]

## صفته
روي أنَّه كان: سائل الخدين، خفيف العارضين، أقنى الأنف، وكان تلو أخيه محمد في العلم والدِّين والشجاعة، وكان خطيباً فصيحاً جَيِّد النقد للشعر، حسن البديهة، ذكر المفضل أن سبعين قصيدة من أول اختياراته اختياره، وأنه كان متوارياً في منزله قبل ظهوره، فطلب منه من الدفاتر ما يأنس بالنظر فيه، فأخرج إليه شيئا من الشعر؛ فاختار منه ذلك، وله في مرثية أخيه النفس الزكية:
سأبكيك بالبيض الرِّقاق وبالقنا *** فإنَّ بها ما يدرك الطالب الوتر
ولست كمن يبكي أخاه بعَبْرةٍ *** يعصرها من جفن مقلته عصر
ولكنني أشفي فؤادي بغارة *** ألَهِّب في قطري كتائبها جمر 

## بيعته
قد كان خرج إلى البصرة قبل ظهور أخيه النفس الزكية بالمدينة داعياً إليه، وتوارى بها مدة، وكان أخوه عَهِد إليه ونص بالإمامة بعده عليه، فأقام هناك مدة يدعو إليه، فلما ظهرت دعوته بالمدينة أظهر هو الدعاء إليه، وذلك ليلة الاثنين غرة شهر رمضان سنة خمس وأربعين ومائة، وأخذ البيعة لأخيه واستولى على البصرة، وقام بالأمر هناك على خلافته، إلى أن ورد عليه نعيه أول يوم من شوال سنة خمس وأربعين ومائة وهو يريد أن يصلي بالناس صلاة العيد، فصلى بالناس ثم رقى المنبر وخطب وذكر قَتْلَه ونعاه إلى النَّاس، وتمثل بهذه الأبيات:
أبا المنازل يا خير الفوارس من *** يُفْجَع بمثلك في الدنيا فقد نجِعَ
اللّه يعلم أني لو خشيتهم *** أو أوجس القلب من خوف لهم فزعاً
لم يقتلوك ولم أسلم أخَيَّ لهم *** حتى نموت جميعا أو نعيش معاً

## سيرته
- أخذ عاملاً للخليفة أبي جعفر المنصور فقال له بعض أصحابه سَلِّمه مني، قال له: وما تصنع به؟ قال: أعذبه ليخرج المال الذي عنده. فقال: لاحاجة لي في مال لا يستخرج إلا بالعذاب.
- وكان يقول متى أراد أن ينزل عن المنبر: ﴿اتَّقُوْا يَوْماً تُرْجَعُوْنَ فِيْهِ إِلَى اللَّهِ ثُمَّ تُوَفَّى كُلُّ نَفْسٍ مَا كَسَبَتْ وَهُمْ لاَ يُظْلَمُوْنَ﴾ [البقرة: 281].
- وقال يوماً وهو على المنبر بعد ما خطب: «اللهم إن ذكرت اليوم أبناء بآبائهم وآباء بأبنائهم، فاذكرنا عندك بمحمد صلى اللّه عليه وسلم يا حافظ الآباء في الأبناء والأيتام للآباء، إحفظ ذرية نبيئك». فارْتَجَّ المصلى بالبكاء.
- وكان محمد بن عطية مولى باهلة وَلِيَ بعض أعمال فارس للخليفة أبي جعفر المنصور؛ فظفر به أصحابه وحملوه إليه، فقال: هل عندك مال؟ قال: لا. قال: اللّه. قال: اللّه. فقال: خلوا سبيله. فخرج ابن عطية وهو يقول بالفارسية: ليس هذا من رجال أبي جعفر. يعني أنَّه كان ينبغي له أن لا يقتصر منه على اليمين وأن يستخرج منه المال، وإن المحق الذي يراعي أمر الدين فيما يفعله لا يقاوم المبطل الذي لا يبالي بما يقدم عليه.
- وأتاه قوم من أصحاب الصباغ فقالوا: يا ابن رسول اللّه إنا قوم من غير العرب، وليس لأحد علينا عَقْدٌ ولا ولاء، وقد أتيناك بمال فاستعن به. فقال: من كان عنده مال فليعن أخاه فأما أنْ آخذه فلا!!
- وكان يقول: هل هي إلا سيرة علي أو النار.
- وأرسل إلى عبد الحميد بن لاحق بأنه بلغني أن عندك مالاً لهؤلاء الظلمة، فقال: ما لهم عندي مال، قال: اللّه. قال: اللّه. فخلى سبيله وقال: إن ظهر أن لهم عندك مالا عددتك كذَّأباً.
- وحكى شيبة كاتب مسعود المورباني أن جماعة من الزيدية دخلوا عليه فنالوا منه، وقالوا: هات ما معك من مال الظلمة. [قال شيبة:] وأدخلوني إلى إبراهيم فرأيت الكراهة في وجهه، فاستحلفني فحلفت فخلى سبيلي، فكنت أسال عنه بعد ذلك وأدعو له حتى نهاني مسعود.
- وخطب يوما على المنبر فقال: «أيها النَّاس إني وجدت جميع ما يطلب العباد من جسيم الخير عند اللّه في ثلاثة: في المنطق، والنظر، والسكوت، فكُلُّ منطق ليس فيه ذِكْرٌ فهو لغو، وكل سكوت ليس فيه فِكْرٌ فهو سهو، وكل نظر ليس فيه اعتبار فهو غفلة، فطوبى لمن كان منطقه ذكراً، ونظره اعتباراً، وسكوته تفكراً، ووسعه بيته، وبكى على خطيئته، وسلم المسلمون منه». فعجب النَّاس من كلامه.
- وأَسَرَ أصحابه رجلا يعرف بمحمد بن يزيد من موالي أبي جعفر، وكان تحته فرس يحاذي رأسُه رأسَه، قال محمد بن يزيد: فحبسني إبراهيم ثم أرسل إلى: بعني فرسك، قال: فقلت: هو لك يابن رسول اللّه، فقال لأصحابه: كم يساوي؟. فقالوا: ألفي درهم. فبعث إلي بألفين وخمسمائة درهم، فلما أراد المسير إلى الحرب أطلقني.
- قال محمد بن أبي طلحة العذري: بعث إبراهيم إلى أبي أيام ظهوره وهو مستتر عنه بأن عندك مالا لأبي جعفر، فأخرجه إلينا. فأرسل إليه أبي: أجل إن عندي مالا لأبي جعفر فإن أخذته مني غَرَّمَنِيه أبو جعفر. فأضْرَبَ عنه.
- ووجد في بيت مال البصرة ألف ألف درهم، ففرق ذلك في عسكره، فأصاب كل واحد منهم خمسين خمسين، وكانوا يأخذون ذلك ويقولون: خمسون والجنة.

## عماله
وَلَّى قضاء البصرة عباد بن منصور، وبيت المال سلمان بن أبي واصل، وَوَلَّى هارون بن سعد واسط وأعمالها، وَوَلَّى المغيرة بن الفرع الأهوار، فخرج إليها وطرد أصحاب أبي جعفر عنها وتمكن منها، فأنفذ الخليفة أبي جعفر المنصور القائد خازم بن خزيمة مع أربعة آلاف رجل إليه فحاربه المغيرة وهزمه.

## مهلكه
خرج من البصرة لقتال الخليفة أبي جعفر المنصور  وعلى ميمنته: عيسى بن زيد، وعلى ميسرته: برد بن لبيد اليشكري، وأنفذ الخليفة أبي جعفر المنصور: الأمير عيسى بن موسى في عسكر عظيم، والتقوا بـ (باخمرا) بين البصرة والكوفة، فـانهزم عيسى وأصحابه، وإبراهيم واقف على فرس له ينظر إلى المنهزمين، حتى جاءه سهم غائر فأصاب جبينه، فاعتنق فرسه واحتوشه الزيدية، وأنزلوه عن فرسه وأخذه بشير الرحال، وأسنده إلى صدره، حتى قضى، وبشير يردد: ﴿وَكَانَ أَمْرُ اللَّهِ قَدَراً مَقْدُوْراً﴾ [الأحزاب: 38]، وذلك يوم الاثنين في أول ذي الحجة من سنة خمس وأربعين ومائة، وقيل لخمس بقين من ذي القعدة، وأُخِذ رأسه وحُمِل إلى الخليفة أبي جعفر المنصور، ودفن بدنه بباخمرا.
ثم بكى، ثم قال: «اللهم إن كنت تعلم أن محمداً إنما خرج غضباً لك، ونفياً لهذه النكتة السوداء، وإيثاراً لحقك فارحمه واغفر له واجعل له الآخرة خيراً مرداً ومنقلباً من الدنيا». ثم جَرَضَ بريقه لعظم ما ورد عليه، وتردد الكلام في فيه، وتلجلج ساعة ثم أجهش باكياً منتحباً وبكى النَّاس.
فلما نزل بايعه بالإمامة علماء البصرة وفقهاؤها وزهادها، وبايعه المعتزلة، ولم يتأخر عن بيعته من فضلاء البصرة أحد، إلا أن المعتزلة اختصوا به مع الزيدية، ولزموا مجلسه وتولوا أعماله، واستولى على واسط والأهوار وكورها وعلى أعمال فارس.
وكان أبو حنيفة يدعو إليه سراً ويكاتبه، وكتب إليه: «إذا أظَفَّرَك اللّه بعيسى بن موسى وأصحابه فلا تسر فيهم بسيرة أبيك في أهل الجمل، فإنه لم يقتل المنهزم، ولم يغنم الأموال، ولم يتبع مدبراً، ولم يذفف على جريح، لأنَّ القوم لم يكن لهم فئة، ولكن سِرْ فيهم بسيرته يوم صفين فإنه ذفف على الجريح، وقسم الغنيمة؛ لأنَّ أهل الشام كان لهم فئة». فظفر أبو جعفر بكتابه فستره، وبعث إليه فأشخصه وسقاه شربة فمات منها، ودفن ببغداد.
وبعث الخليفة أبي جعفر المنصور إلى البصرة: المعروف بأبي سيف مولى الجعفري ليتحسس له ويعَرِّفه أحوال إبراهيم، فلما رجع إليه قال له أبو جعفر: كيف رأيت بشيراً الرَّحَّال ومطراً الورَّاق فقال: رأيتهما يدخلان إلى إبراهيم وعليهما السلاح. فقال: ما كنت أرى أن الصوم أبقى منهما ما يُحْمَل به السلاح.
وبايعه: هارون بن سعد وكان فقيهاً معروفاً بالصلاح والدين، قد روى عن الشعبي ولقي إبراهيم النخعي.
وخطب إبراهيم بن عبد اللّه النَّاس وألّب على الخليفة أبي جعفر المنصور أفعاله وقتلَه آل رسول اللّه صلى اللّه عليه وسلم، وظُلْمَ النَّاس، وأخذه الأموال ووضعها في غير مواضعها، فأبلغ في القول حتى أبكى النَّاس، ورَقَّت لكلامه قلوبهم، فاتَّبَعه: عباد بن العوام، ويزيد بن هارون، وهشيم بن بشير، وشعبة بن الحجاج، وبايعوه.
وقال أبو إسحاق الفزاري: جئت إلى أبي حنيفة فقلت له: ما اتقيت اللّه حيث أفتيت أخي في الخروج مع إبراهيم بن عبد اللّه بن حسن حتى قتل! فقال لي: قَتْلُ أخيك حيث قُتِل يعادل قَتْلَه لو قتل يوم بدر، وشهادته مع إبراهيم خير له من الحياة!! قلت: فما منعك أنت من ذاك؟ قال: ودائع كانت للناس عندي.
وكان الأعمش يدعو إليه ويقول: ما يُقْعِدُكم عنه، أما إني لو كنت بصيراً لخرجت.
وظهر غُرَّة شهر رمضان، وورد عليه هلاك أخيه المسمى النفس الزكية يوم الفطر، وهلك في ذي الحجة.
فكانت مدة خروجه بعد خروج أخيه شهراً واحداً، ومدة فساده في الأرض  شهرين وأياماً.

## من أقواله
- كلّ منطق ليس فيه ذكر فهو لغو، وكلّ نظر ليس فيه عبرة فهو غفلة، وكلّ سكوت ليس فيه تفكّر فهو سهو، فطوبى لمن كان منطقه ذكرا، ونظره عبرا، وسكوته تفكّرا، ووسعه بيته، وبكى على خطيئته، وسلم المسلمون منه.[35]